# Lăpugiu de Jos
Lăpugiu de Jos (en hongrois : Alsólapugy, en allemand : Unter-Lappendorf) est une commune du Județ de Hunedoara en Transylvanie, (Roumanie).